# Býtosh
Býtosh (ruso: Бы́тошь) es un asentamiento de tipo urbano de Rusia perteneciente al raión de Diátkovo de la óblast de Briansk.
En 2021, el territorio del asentamiento tenía una población de 4376 habitantes, de los cuales 3990 vivían en el propio asentamiento, casi cuatrocientos en la aldea (derevnia) de Búdochki y una decena repartidos en cuatro aldeas casi despobladas.
Se ubica unos 25 km al noroeste de la capital distrital Diátkovo, junto al límite con la óblast de Kaluga.

## Historia
Se conoce la existencia de la localidad como una aldea en documentos desde 1626. La Unión Soviética le dio el estatus de asentamiento de tipo urbano en 1929, definiendo su casco urbano al año siguiente al fusionar en dicho asentamiento las aldeas colindantes de Býtosh, Shevtsovka y Majovaya Guta; a este casco urbano se añadieron en 1969 los posiolki de Torfianoye y Petrovski Zavod. Entre 1912 y 2012 albergó una conocida fábrica de vidrios para ventanas, pero tras su cierre la economía local ha pasado a basarse en industrias menores.